# خوان مانويل بينا
خوان مانويل بينا (بالإسبانية: Juan Manuel Peña Montaño) مواليد 17 يناير 1973 في سانتا كروز دي لا سييرا، هو لاعب كرة قدم بوليفي سابق كان يلعب كمدافع. سبق له أن لعب في كأس العالم لكرة القدم مع منتخب بلاده. لعب خلال مسيرته 458 مباراة سجل خلالها هدف واحد فقط.

## المسيرة الاحترافية

### أندية لعب لها
- نادي إنديابنتي سانتا فيه
- ريال بلد الوليد
- نادي فياريال
- سلتا فيغو
- دي.سي. يونايتد

## روابط خارجية
- خوان مانويل بينا على موقع الاتحاد الدولي (مؤرشف)  (الإنجليزية)
- خوان مانويل بينا على موقع الدوري الأمريكي (الإنجليزية)
- خوان مانويل بينا على موقع قاعدة بيانات كرة القدم.إي يو (الإنجليزية)
- خوان مانويل بينا على موقع ناشيونال فوتبول تيمز (الإنجليزية)
- خوان مانويل بينا على موقع Soccerway.com (الإنجليزية)